# Jan Vapaavuori
Jan Pellervo Vapaavuori (Helsinki, 3 aprile 1965) è un politico finlandese.
È membro del partito di Coalizione Nazionale. È stato Ministro dell'Economia dal 16 novembre 2012 al 29 maggio 2015.

## Biografia
Originario del distretto di Puistola, ha conosciuto una gioventù difficile. Ha poi studiato giurisprudenza e si è laureato all'Università di Helsinki nel 1989. Fu in questo periodo che divenne consigliere comunale di Helsinki nel 1997 ed entrò nell'esecutivo municipale nel 2001. Eletto deputato per il collegio elettorale di Helsinki durante le elezioni legislative del 2003, continuò la sua ascesa politica durante il suo mandato, diventando nel 2005 direttore della carica esecutiva della capitale (ne divenne in seguito anche il primo sindaco dal 1 giugno 2017 al 2 agosto 2021), poi nel febbraio 2006 vicepresidente del gruppo parlamentare del partito della Coalizione Nazionale. Rieletto in parlamento nel 2007, è stato scelto dal partito della Coalizione Nazionale rientrato nella coalizione di governo per ricoprire un posto di ministro dell'Edilizia vacante dal 1995 (confluito con il ministero dell'Ambiente). Mantiene il suo incarico nel governo di Kiviniemi.
Il 22 giugno 2011 non è stato riconfermato nel governo Katainen, di cui il suo partito era comunque membro. Tuttavia, il 16 novembre 2012, torna al governo come ministro degli affari economici, posizione che ha mantenuto nel governo Stubb.
Dal 2020, diventa presidente del Comitato Olimpico Finlandese.